# Tưởng Hiển
Tưởng Hiển (giản thể: 蒋显; phồn thể: 蔣顯; bính âm: Jiang Xian; ? – 264), không rõ tên tự, là quan viên nhà Quý Hán thời Tam Quốc trong lịch sử Trung Quốc.

## Cuộc đời
Tưởng Hiển quê ở huyện Tương Hương, quận Linh Lăng, Kinh Châu, là con trai thứ của đại thần Tưởng Uyển, em trai của Hộ quân Tưởng Bân. Tưởng Hiển làm quan đến chức Thái tử bộc, phụ tá Thái tử, sau vào triều làm quan đến chức Thái bộc.
Năm 263, quân Ngụy phát động chiến tranh, tướng Ngụy là Đặng Ngải men theo đường núi Âm Bình, phá được quân Gia Cát Chiêm, áp sát Thành Đô. Hậu chủ Lưu Thiện nghe theo lời Tiều Chu, mở thành đầu hàng. Thái bộc Tưởng Hiển cùng Thái thường Trương Tuấn, Biệt giá Nhữ Siêu được phái mang điều lệnh đến Kiếm Các chiêu hàng Đại tướng quân Khương Duy. Sau khi Khương Duy đầu hàng, tướng Ngụy là Chung Hội quý trọng tài năng của Tưởng Hiển, lưu lại bên người.
Năm 264, Khương Duy ở Thành Đô mưu đồ kích động Chung Hội nổi dậy rồi khôi phục nhà Hán. Việc thất bại, Khương Duy, Chung Hội bị loạn quân giết chết. Anh em Tưởng Bân, Tưởng Hiển cũng bị giết.

## Trong văn hóa
Trong tiểu thuyết Tam quốc diễn nghĩa của La Quán Trung, Tưởng Hiển xuất hiện ở hồi 118, giữ chức Thái bộc. Hậu chủ đầu hàng Đặng Ngải, phái Tưởng Hiển cầm sắc đến chỗ Khương Duy, yêu cầu Khương Duy mau chóng đầu hàng quân Ngụy. Khi điều lệnh đến nơi, các tướng đều uất hận: Chúng ta còn đương cố chết đánh nhau, làm sao đã hàng trước như thế? Khương Duy bèn cùng Trương Dực, Liêu Hóa, Đổng Quyết, Tưởng Hiển bày mưu ly gián hai thống soái là Đặng Ngải và Chung Hội, hòng từ đó khôi phục triều thống. Sau khi bàn bạc kỹ càng, Tưởng Hiển về Thành Đô báo tin.